# 阿納托利·孔采沃伊
阿納托利·格奧爾基耶維奇·孔采沃伊（俄语：Анатолий Георгиевич Концевой，羅馬化：Anatoliy Georgiyevich Kontsevoy，1968年9月8日—），俄羅斯軍事指揮官。自2019年起擔任俄羅斯空降軍第一副司令，於2021年晉升為中將。
孔采沃伊曾任空降軍第45獨立近衛特別用途旅旅長及梁贊近衛高等空降軍指揮學校副校長和校長。

## 生平
孔采沃伊是斯基泰人，在1968年9月8日出生於蘇聯白俄羅斯蘇維埃社會主義共和國戈梅利州德米特里耶夫卡。
他自小就夢想成一位空軍，1975年至1985年就讀中學，積極參加體育鍛煉，熱衷於少先隊戰爭遊戲扎尼察（Зарница）。其於1989年畢業於梁贊衛隊高級空降指揮學校、2000年畢業於俄羅斯聯邦軍隊綜合軍事學院、2017年至2019年就讀俄羅斯總參謀部軍事學院。
孔采沃伊在2008年至2012年任梁贊衛隊高級空降指揮學校副校長，2012年至2017年任校長。
他已婚，有一女。

## 事蹟
1989年孔采沃伊自梁贊衛隊高級空降指揮學校畢業後，任列寧格勒軍區近衛師近衛團傘兵排排長。1992年至1994年任連長，1994年起任副營長，1994年至1998年任空降裝甲車輛專家訓練營營長。
孔采沃伊曾在北高加索鎮壓當地叛亂。他於2000年畢業於俄羅斯總參謀部軍事學院後，被任命為特種部隊分隊的指揮官。2000年至2003年任獨立偵察團參謀長、副團長。2003年至2006年任第45獨立近衛特別用途旅旅長。2006年至2008年任第76近衛空中突擊師副師長。
2020年5月，孔采沃伊參與俄羅斯在敘利亞內戰的軍事介入。
根據2021年12月8日第694號俄羅斯聯邦總統令，他被授予中將軍銜。

## 安托諾夫機場爭奪戰
烏克蘭安全局收集證據，指控俄羅斯空降軍根據孔采沃伊的命令，俄羅斯在全面入侵烏克蘭開始時臨時佔領了安托諾夫機場，戰鬥中安托諾夫安-225運輸機被摧毀。烏克蘭安全局以書面形式通知孔采沃伊起訴他涉嫌侵犯烏克蘭的領土完整性，並與他人事先密謀、準備、發動和進行具有侵略性的戰爭等罪名。罪行最高可判處15年監禁。

## 榮譽
- 亞歷山大·涅夫斯基勳章[2]
- 勇氣勳章[2]
- 軍功勳章[2]
- 個人英勇勳章[2]
- 一級祖國功勳獎章[2]
- 二級祖國功勳獎章[2]
- 一級軍事英勇獎章[2]
- 加強戰鬥團結勳章[2]
- 一級軍功優異獎章[2]
- 二級軍功優異獎章[2]
- 三級軍功優異獎章[2]
- 馬爾格洛夫陸軍上將勳章[2]
- 參加勝利日閱兵獎章[2]
- 空降軍75週年獎章[2]
- 空降軍兄弟會勳章[2]
- 軍事英勇勳章（戰爭兄弟會）[2]
- 北高加索服役獎章[2]